# Consiglio degli Stati
Il Consiglio degli Stati (de. Ständerat, fr. Conseil des États, rm. Cussegl dals Stadis), altrimenti detto Camera dei Cantoni, è la camera alta dell'Assemblea federale (il parlamento svizzero). Insieme con il Consiglio nazionale - la camera bassa - forma l'Assemblea federale, ovvero il Parlamento svizzero.
È composto da 46 deputati. Essi sono denominati in italiano svizzero "consiglieri agli Stati", e impropriamente "senatori". A ogni cantone spettano due seggi, mentre i semicantoni hanno diritto a un solo deputato.
Siccome il numero dei deputati di ogni cantone al Consiglio Nazionale dipende dal numero degli abitanti del cantone, lo scopo del Consiglio degli Stati è quello di "bilanciare" le decisioni, evitando lo strapotere che avrebbero i cantoni molto popolosi come Zurigo, Berna o Vaud.

## Elezione
Il Consiglio degli Stati viene eletto secondo il diritto cantonale. Oggigiorno tutti i cantoni stabiliscono l'elezione a suffragio universale diretto. Quarantacinque dei suoi quarantasei membri vengono eletti contemporaneamente a quelli del Consiglio nazionale, mentre nell’Appenzello Interno la Landsgemeinde elegge il suo rappresentante nel mese di aprile che precede l'elezione del Consiglio nazionale. Nei cantoni Giura e Neuchâtel si applica il sistema proporzionale, negli altri Cantoni il sistema maggioritario.
In tutti i Cantoni sono eleggibili soltanto cittadini svizzeri che hanno compiuto il diciottesimo anno di età. La Costituzione del cantone di Glarona fissa un limite di età: al compimento del sessantacinquesimo anno di età i suoi rappresentanti al Consiglio degli Stati lasciano la carica per la Landsgemeinde successiva rispettivamente per la fine di giugno. Nel Canton Giura è invece prevista una limitazione della durata del mandato: i consiglieri agli Stati giurassiani possono essere rieletti soltanto due volte di seguito.
Attualmente in tutti i Cantoni i membri del Consiglio degli Stati sono eletti per un quadriennio.

## Competenze
Le due camere, Consiglio nazionale e Consiglio degli stati, sono politicamente equivalenti, nel senso che una delibera è valida solo se è approvata nella stessa versione dai due rami del parlamento. Tutti gli affari vengono trattati consecutivamente dalle due camere. I presidenti delle camere si accordano sul ramo che affronterà per primo l'oggetto ("Camera prioritaria").
Se il Consiglio nazionale e il Consiglio degli Stati non trovano l'accordo su un testo comune nel corso della prima trattazione, si avvia una procedura di appianamento delle divergenze, in cui l'oggetto viene palleggiato avanti e indietro da una camera all'altra. Se dopo tre passaggi non si raggiunge il consenso, entra in campo la conferenza di conciliazione (vedi anche Procedura legislativa svizzera).
Ogni anno la camera alta elegge un nuovo presidente del Consiglio degli Stati.

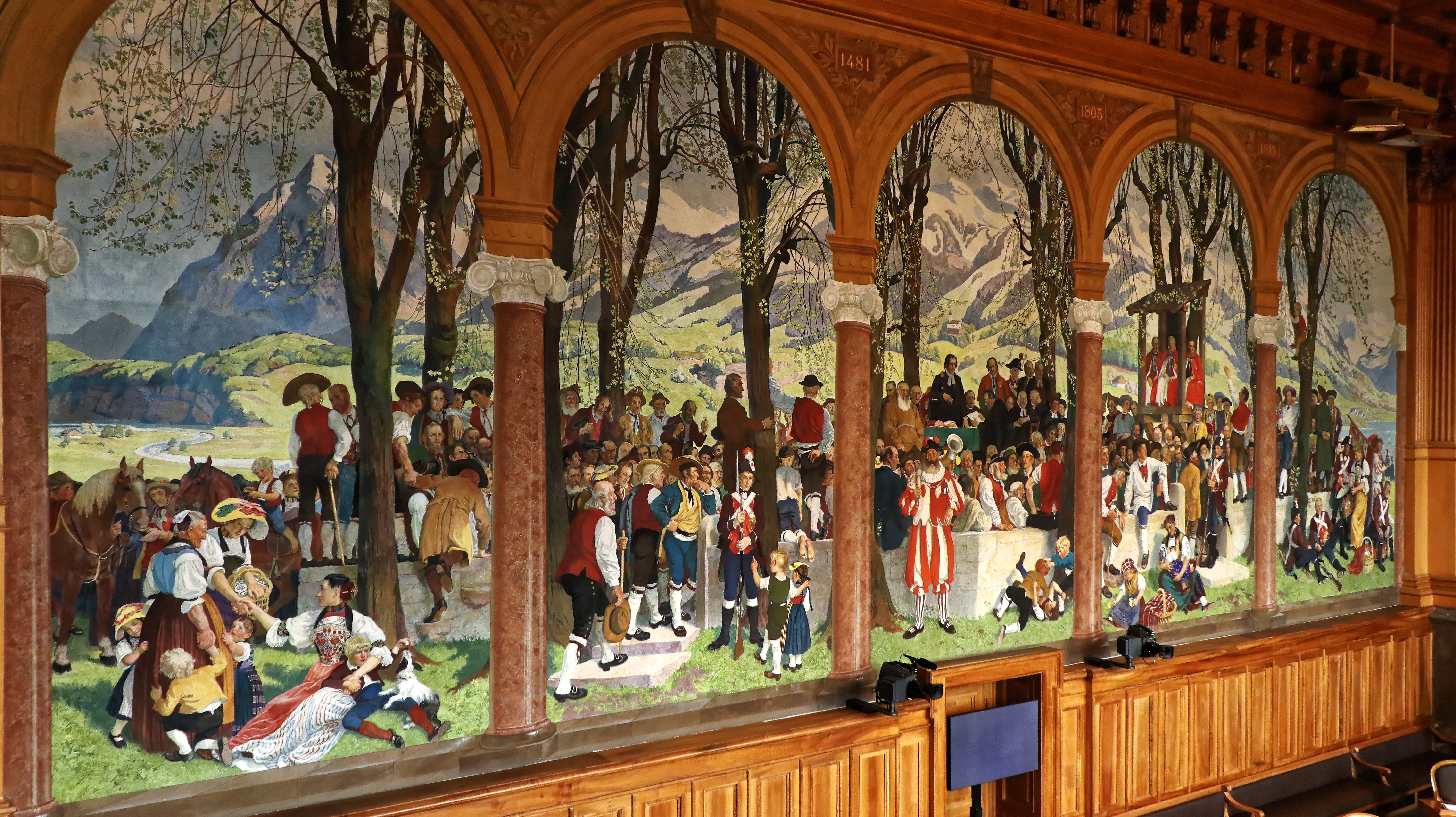
Affresco nella sala del Consiglio degli Stati a Berna.